# 크리스토퍼 카통고
크리스토퍼 카통고(영어: Christopher Katongo, 1982년 8월 31일 ~ )는 잠비아의 전 프로 축구 선수로, 포지션은 스트라이커였다. 국제적인 수준에서, 그는 잠비아 국가대표팀에서 2003년과 2016년 사이에 100번 이상의 국가대표팀 경기에 출전했다. 그는 아프리카 네이션스컵 우승자이며, 2012년에 BBC 올해의 아프리카 축구 선수상을 수상하여, 대중 투표의 40%를 조금 넘는 비율로 우승했다. 그의 우승은 잠비아의 많은 어린 선수들에게 영감을 주었다고 전해진다.

## 구단 경력
무풀리라에서 태어난 카통고는 2001년 그린 버펄로스로 이적하기 전까지 부톤도 웨스트 타이거스와 칼룰루시 모던 스타스에서 뛰었다. 버펄로스에서 카통고는 CAF 컨페더레이션컵 경기에서 4번 골을 넣었다. 2004년 카통고는 남아프리카 공화국의 조모 코스모스로 이적한 후 2007년 1월 덴마크의 브뢴뷔 IF로 이적했다. 2008년 8월 카통고는 이번에는 독일의 아르미니아 빌레펠트로 다시 이적했다. 2010년 7월 그는 크산티에서 뛰기 위해 그리스로 갔다.
2011년 7월, 그는 중국 슈퍼리그의 허난 FC와 2년 6개월 계약을 맺었다. 그는 7월 10일, 0-0으로 비긴 창춘 야타이와의 안방 경기에서 슈퍼리그 데뷔 전을 치렀다. 허난에서의 첫 골은 2011년 9월 10일, 다롄 스더와의 원정 경기에서 터졌다.
2014년 3월, 카통고는 중국 클럽을 떠난 지 3개월 만에 남아프리카 공화국의 골든 애로우즈와 4개월 계약을 맺었다.

## 국가대표팀 경력
카통고는 2003년 잠비아 국가대표팀으로 합류해 데뷔했으며, 2007년 9월 남아프리카 공화국과의 경기에서 해트트릭을 기록한 후, 카통고는 잠비아 방위군에서 상병에서 하사로 진급했다.
카통고는 FIFA 월드컵 예선 전에 출전했다.
카통고는 2012년 아프리카 네이션스컵에서 코트디부아르를 무득점 경기 끝에 페널티킥으로 8-7로 이기고 토너먼트의 선수상을 수상했다.
그는 2013년 아프리카 네이션스컵을 위해 잠비아의 23명의 선수단에 소집되었다.
2014년 10월, 그는 잠비아 훈련 캠프에서 쫓겨났고, 2014년 12월, 그는 잠비아의 2015년 아프리카 네이션스컵 예비 명단에서 제외되었다.
그는 2016년 CHAN의 예비 선수단에 있었다.

## 코치 경력
2016년 12월부로 코치 자격을 위한 훈련을 시작했다.

## 사생활
그의 남동생 펠릭스도 잠비아의 축구 선수이다.

## 같이 보기
- A매치 100경기 이상 출전한 축구 선수 명단